# Miraflores 1.ª Sección
Miraflores 1.ª Sección es una localidad del municipio de Centro ubicado en la subregión centro del estado mexicano de Tabasco.

## Geografía
La localidad de Miraflores 1.ª Sección se sitúa en las coordenadas geográficas 17°55′02″N 92°46′48″O / 17.917222, -92.780000, a una elevación de 15 metros sobre el nivel del mar.

## Demografía
Según el Censo de Población y Vivienda 2020, efectuado por el Instituto Nacional de Estadística y Geografía, la localidad de Miraflores 1.ª Sección tiene 439 habitantes, de los cuales 229 son del sexo masculino y 210 del sexo femenino. Su tasa de fecundidad es de 2.28 hijos por mujer y tiene 126 viviendas particulares habitadas.
| Gráfica de evolución demográfica de Miraflores 1.ª Sección entre 1900 y 2020 |
|                                                                              |
| INEGI.                                                                       |